# Banisteriopsis caapi
Espèce
Classification phylogénétique
Banisteriopsis caapi est une espèce de plantes à fleurs dicotylédones de la famille des Malpighiaceae, originaire d'Amazonie.
Ce sont des lianes tropicales qui contiennent divers alcaloïdes, et dont l'écorce est utilisée par les populations locales pour la préparation d'un breuvage hallucinogène, l’ayahuasca.

## Répartition
Cette liane se rencontre dans les régions tropicales du Pérou, de Bolivie, du Brésil, du Venezuela, de Panama et sur la côte pacifique de Colombie et d'Équateur.

## Synonymes
Selon The Plant List (28 décembre 2018) :
- Banisteria caapi Spruce ex Griseb.
- Banisteria inebrians (C.V.Morton) J.F.Macbr.
- Banisteria quitensis Nied.
- Banisteriopsis inebrians C. V. Morton[3]
- Banisteriopsis inebrians Morton
- Banisteriopsis quitensis (Nied.) C. V. Morton[3]
- Banisteriopsis quitensis (Nied.) Morton
- Banisteriopsis quitensis (Niedz.) Morton[4]

## Propriétés
Elle possède des alcaloïdes du groupe des harmanes : notamment l'harmaline et l'harmine qui sont des inhibiteurs de monoamine oxydase.

## Utilisation

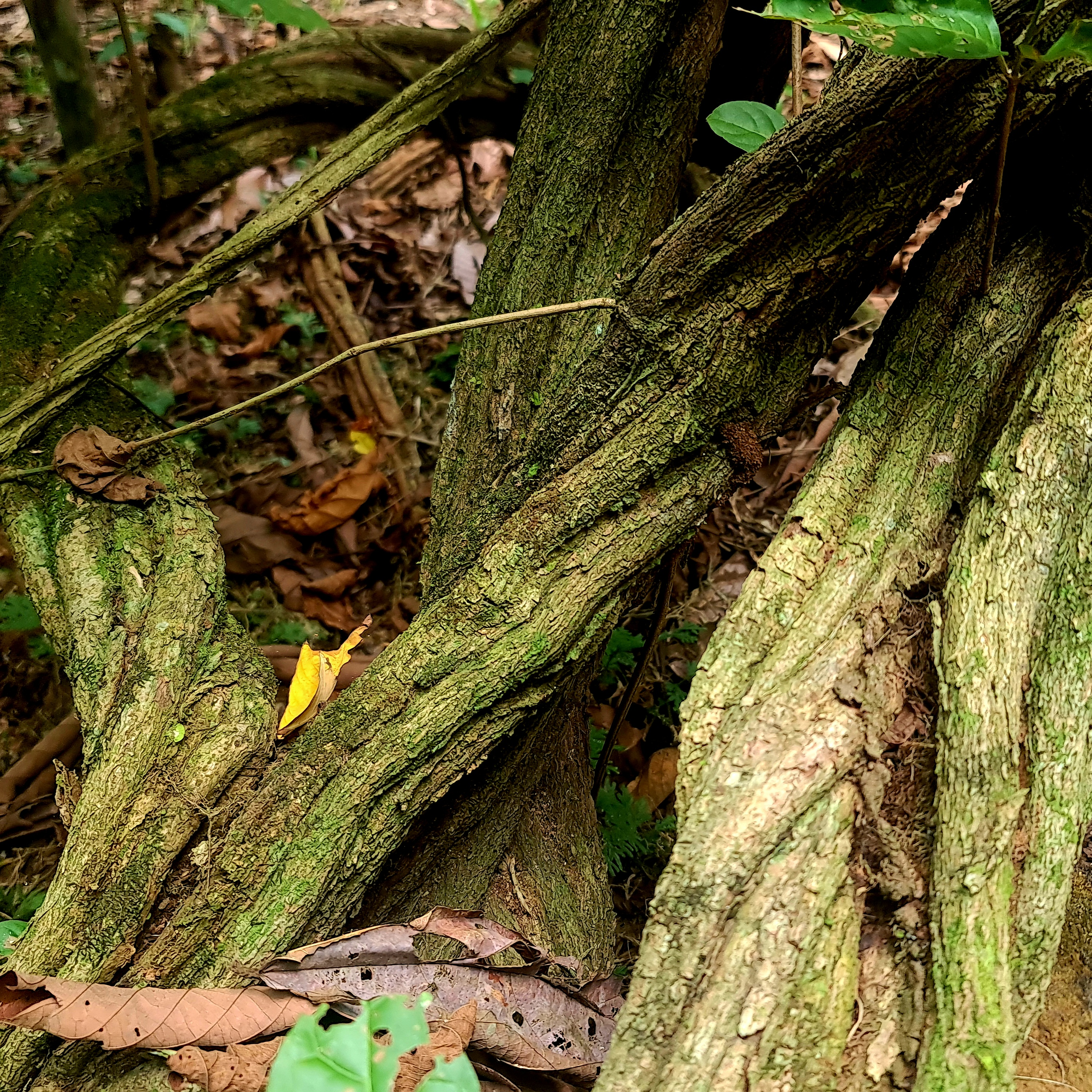
Vigne d'Ayahuasca.

Cette espèce semble la plus couramment employée pour la préparation du breuvage hallucinogène, l'ayahuasca, même si banisteriopsis inebrians est également utilisée par les populations amérindiennes de l'extrême ouest amazonien.
Banisteriopsis caapi est utilisée dans l'ouest de l'Amazonie, autour de l'Orénoque et sur les pentes de la côte pacifique de la Colombie et de l'Équateur. Traditionnellement, c'est l'écorce qui est utilisée et préparée en infusion pour obtenir l'ayahuasca. Mais l'écorce fraîche est parfois chiquée ou réduite en poudre pour être prisée comme c'est le cas dans certaines parties de l'Orénoque.

### Type de breuvages
Le breuvage de l'ayahuasca est divisé en sous-types dont les mélanges, les effets et les rituels d'utilisations varient d'une société amazonienne à l'autre.
Au Pérou, il existe par exemple différentes formes d'ayahuasca selon la couleur du breuvage : jaune, rouge, blanc, noir. Ces variations correspondent le plus souvent à l'addition ou non d'autres plantes psychotropes.